# سباستيان سيبولفيدا
سباستيان سيبولفيدا (بالإسبانية: Sebastián Sepúlveda) هو كاتب سيناريو ومنتج أفلام ومخرج تشيلي، ولد في 1972 في كونثبثيون في تشيلي.

## وصلات خارجية
- سباستيان سيبولفيدا على موقع IMDb (الإنجليزية)
- سباستيان سيبولفيدا على موقع ألو سيني (الفرنسية)
- سباستيان سيبولفيدا على موقع أول موفي (الإنجليزية)
- سباستيان سيبولفيدا على موقع قاعدة بيانات الفيلم (الإنجليزية)
- سباستيان سيبولفيدا على موقع كينوبويسك (الروسية)